# خمرالسهمان (جحانة)

تعديل مصدري - تعديل

خمرالسهمان هي إحدى قرى عزلة سهمان جحانة بمديرية جحانة التابعة لمحافظة صنعاء، بلغ تعداد سكانها 726 نسمة حسب تعداد اليمن لعام 2004.